# Juvecaserta Basket 2008-2009
Questa voce raccoglie le informazioni riguardanti la Juvecaserta Basket nelle competizioni ufficiali della stagione 2008-2009.

## Stagione
La stagione 2008-2009 della Juvecaserta Basket, sponsorizzata Eldo, è la 12ª nel massimo campionato italiano di pallacanestro, la Serie A.
Anche per questa stagione la Lega Basket conferma la regola riguardo al numero di giocatori extracomunitari consentiti per ogni squadra, cioè quattro.

## Verdetti
- Serie A:
  - stagione regolare: 13º posto su 16 squadre (11-19).

## Roster
Aggiornato al 18 aprile 2022.
| Eldo Caserta 2008-09 | Eldo Caserta 2008-09 |
| Giocatori            | Staff tecnico        |
| -------------------- | -------------------- |

| N. | Naz.                                        | Ruolo | Nome                   | Anno | Alt.   | Peso   |  |
| -- | ------------------------------------------- | ----- | ---------------------- | ---- | ------ | ------ |  |
| 8  | Italia (bandiera)                           | P     | Alessandro Santoro     | 1989 | 192 cm |        |  |
| 9  | Stati Uniti (bandiera) · Irlanda (bandiera) | G     | Jay Larrañaga          | 1975 | 195 cm | 95 kg  |  |
| 10 | Stati Uniti (bandiera)                      | P     | Horace Jenkins         | 1974 | 185 cm | 78 kg  |  |
| 11 | Italia (bandiera)                           | PG    | Salvatore Parrillo     | 1992 | 190 cm | 75 kg  |  |
| 12 | Italia (bandiera)                           | C     | Alessandro Frosini (C) | 1972 | 208 cm | 108 kg |  |
| 13 | Italia (bandiera)                           | P     | Fabio Di Bella         | 1978 | 186 cm | 85 kg  |  |
| 14 | Stati Uniti (bandiera)                      | P     | Jamar Butler           | 1985 | 185 cm | 87 kg  |  |
| 15 | Italia (bandiera)                           | AC    | Andrea Michelori       | 1978 | 202 cm | 112 kg |  |
| 16 | Italia (bandiera)                           | AP    | Antonio Porfido        | 1990 | 191 cm |        |  |
| 22 | Stati Uniti (bandiera)                      | P     | Brent Darby            | 1981 | 185 cm | 91 kg  |  |
| 24 | Stati Uniti (bandiera) · Italia (bandiera)  | G     | Ray Tutt               | 1975 | 194 cm | 90 kg  |  |
| 25 | Canada (bandiera) · Italia (bandiera)       | AC    | Phil Martin            | 1980 | 202 cm | 100 kg |  |
| 30 | Porto Rico (bandiera)                       | G     | Guillermo Díaz         | 1985 | 188 cm | 88 kg  |  |
| 32 | Stati Uniti (bandiera)                      | GA    | Shan Foster            | 1986 | 198 cm | 98 kg  |  |
| 33 | Italia (bandiera)                           | AG    | David Brkic            | 1982 | 210 cm | 101 kg |  |
| 35 | Stati Uniti (bandiera)                      | AC    | Ron Slay               | 1981 | 203 cm | 105 kg |  |
| 50 | Grecia (bandiera)                           | C     | Dīmītrīs Marmarinos    | 1976 | 205 cm | 125 kg |  |
| -  | Italia (bandiera)                           | AG    | Dario Cefarelli        | 1993 | 198 cm | 91 kg  |  |
| -  | Italia (bandiera)                           | C     | Nicola D'Angelo        | 1991 | 200 cm |        |  |

| Allenatore                                                                         |
| - Fabrizio Frates                                                                  |
| Assistente/i                                                                       |
| - Massimiliano Oldoini Legenda - (C) Capitano - (IN) Inattivo - Infortunato Roster |

## Mercato

### Sessione estiva
| Acquisti | Acquisti         | Acquisti            | Acquisti   | Acquisti |
| R.       | Nome             | da                  | Modalità   |          |
| -------- | ---------------- | ------------------- | ---------- | -------- |
| P        | Fabio Di Bella   | Olimpia Milano      | definitivo |          |
| GA       | Shan Foster      | Vand. Commodores    | definitivo |          |
| AC       | Phil Martin      | Draghi Novara       | definitivo |          |
| AC       | Ron Slay         | Grises de Humacao   | definitivo |          |
| P        | Jamar Butler     | Ohio State Buckeyes | definitivo |          |
| AC       | Andrea Michelori | Virtus Bologna      | definitivo |          |

| Cessioni | Cessioni            | Cessioni          | Cessioni       | Cessioni |
| R.       | Nome                | a                 | Modalità       |          |
| -------- | ------------------- | ----------------- | -------------- | -------- |
| P        | Fernando Labella    | Cestistica Ostuni | fine contratto |          |
| C        | Dīmītrīs Marmarinos | PAOK Salonicco    | fine contratto |          |
| P        | Randolph Childress  | Pall. Varese      | fine contratto |          |
| A        | Sergio Plumari      | Veroli Basket     | fine contratto |          |
| AG       | Ivan Gatto          | Veroli Basket     | fine contratto |          |
| AP       | Andrea Ghiacci      | Junior Casale     | fine contratto |          |

### Dopo l'inizio della stagione
| Acquisti | Acquisti            | Acquisti       | Acquisti        | Acquisti   |
| R.       | Nome                | da             | data            | Modalità   |
| -------- | ------------------- | -------------- | --------------- | ---------- |
| P        | Horace Jenkins      | Free agent     | 5 dicembre 2008 | definitivo |
| P        | Brent Darby         | Pistoia Basket | 5 marzo 2009    | definitivo |
| C        | Dīmītrīs Marmarinos | Free agent     | 3 aprile 2009   | definitivo |

| Cessioni | Cessioni       | Cessioni       | Cessioni         | Cessioni    |
| R.       | Nome           | a              | data             | Modalità    |
| -------- | -------------- | -------------- | ---------------- | ----------- |
| G        | Ray Tutt       | N.B. Brindisi  | 28 ottobre 2008  | rescissione |
| P        | Jamar Butler   | Free agent     | 19 novembre 2008 | rescissione |
| AC       | Phil Martin    | Dinamo Sassari | 4 dicembre 2008  | prestito    |
| P        | Horace Jenkins |                | 10 marzo 2009    | ritirato    |